# Pan Bobr
Pan Bobr (v originále The Beaver) je psychologické drama z roku 2011, které režírovala Jodie Foster a napsal Kyle Killen. Hrají v něm Mel Gibson, Fosterová, Anton Yelchin a Jennifer Lawrence. Film, který je druhou spoluprací Gibsona a Fosterové od filmu Maverick z roku 1994, vypráví o Walteru Blackovi, manažerovi v depresi, který se dostane na dno, když ho manželka vyhodí z domu. Začne používat ruční loutku bobra, aby mohl komunikovat s lidmi a překonat své problémy.
Film měl premiéru na filmovém festivalu SXSW 16. března 2011 a do amerických kin byl uveden 6. května 2011 společností Summit Entertainment. Film získal smíšené hodnocení kritiků, kteří chválili režii a výkony herců, ale premisu považovali za absurdní. Řada kontroverzí a kritiky kolem Gibsona v souvislosti s jeho výroky a kauzou ublížení na zdraví však ovlivnila obchodní výsledky filmu, který se stal kasovním propadákem a vydělal pouhých 7,3 milionu dolarů oproti rozpočtu 21 milionů dolarů.

## Děj
Walter Black je depresivní ředitel hračkářské firmy Jerry Co., která je na pokraji bankrotu. Jeho žena ho vykáže z domu, k úlevě jejich staršího syna Portera. Walter se uchýlí do hotelu a po několika neúspěšných pokusech o sebevraždu najde v popelnici loutku bobra, která se stane jeho alternativní osobností. Začne s okolím komunikovat výhradně přes bobra, což mu pomůže k částečnému zotavení. Znovu se sblíží s mladším synem Henrym a poté i s manželkou, ale ne s Porterem. Ve firmě se mu začne dařit díky nové řadě stavebnicových sad Mr. Beaver.
Porter, který píše seminárky za peníze, má napsat maturitní projev pro spolužačku Norah, jejíž bratr zemřel. Postupně se k ní citově připoutá, ale stydí se za otce a jeho bobří loutku. Když Porter na zeď nasprejuje „R.I.P. Brian“ ve snaze přimět Norah, aby se otevřela, je Norah rozzuřená a oba jsou zatčeni.
Walterova manželka ho opustí i s dětmi, když zjistí, že o terapii lhal a loutku používá bez dohledu lékaře. Věří, že trpí disociativní poruchou a už s ním nedokáže komunikovat. Walter si uvědomí, co způsobil, a pokusí se bobra zbavit, ale ten „odporuje“. Nakonec si Walter odřízne ruku kotoučovou pilou, aby se bobra definitivně zbavil. Po operaci dostane protézu a je přijat na psychiatrii.
Norah se sblíží s Porterem. Při přednesu projevu přizná, že ho nenapsala sama, a místo něj mluví o pravdě a o traumatu ze smrti svého bratra. Porter si uvědomí hodnotu svého otce a navštíví ho v nemocnici. Walter se znovu stane sám sebou a vrací se k normálnímu životu.

## Obsazení
| Mel Gibson           | Walter Black, manžel v depresích a problémech / Bobr, ruční loutka nalezená v popelnici |
| Jodie Fosterová      | Meredith Blacková, Walterova manželka                                                   |
| Anton Yelchin        | Porter Black, dospívající syn Waltera a Meredith, který lobuje u své matky za rozvod    |
| Jennifer Lawrence    | Norah, dívka kterou Porter miluje                                                       |
| Cherry Jonesová      | Morgan Newellová, viceprezidentka Walterovy společnosti na výrobu hraček                |
| Riley Thomas Stewart | Henry Black, mladší syn Waltera a Meredith Blackových                                   |
| Zachary Booth        | Jared                                                                                   |
| Jeff Corbett         | otec dobrovolník                                                                        |
| Matt Lauer           | Matt Lauer                                                                              |